# Чжао, Мария
Мария Чжао (кит.  趙瑪利, 1889 г., Чжаоцзя, провинция Хэбэй, Китай — 28.07.1900 г., Чжаоцзя, провинция Хэбэй, Китай) — святая Римско-Католической Церкви, мученица.

## Биография
Мария Чжао родилась в 1883 году в деревне Чжаоцзя, провинция Хэбэй, Китай.
В 1899—1900 гг. в Китае проходило ихэтуаньское восстание боксёров, во время которого пострадало много китайских христиан. 28 июля 1900 года Мария Чжао вместе со своей матерью Марией Чжао Го и сестрой Розой Чжао пытались спрятаться от преследований повстанцев в колодце. Боксёры смогли достать их из колодца и предложили им отречься от христианства. Мария Чжао вместе со своими родными осталась верна своей вере, за что повстанцы отвели её на кладбище, где и убили.

## Прославление
Мария Чжао была беатифицирована 17 апреля 1955 года Римским Папой Пием II и канонизирована 1 октября 2000 года Римским Папой Иоанном Павлом II вместе с группой 120 китайских мучеников.
День памяти в Католической Церкви — 9 июля.

## Источник
- George G. Christian OP, Augustine Zhao Rong and Companions, Martyrs of China, 2005, стр. 88  (англ.)